# Wanchese
Wanchese – jednostka osadnicza (census-designated place) w Stanach Zjednoczonych, w stanie Karolina Północna, w hrabstwie Dare, położona na wyspie Roanoke.